# Ennemis de Superman
Superman mène une lutte sans fin contre de nombreux adversaires, son adversaire le plus connu étant le milliardaire Lex Luthor, fils de Lionel Luthor, qui déteste tout ce qu'incarne Superman et finira notamment par devenir président des États-Unis, ce qui participera à faire de lui le pire ennemi de Clark. Outre Luthor, Clark Kent possède bien d'autres ennemis: des criminels à superpouvoirs comme Atomic Skull ou des extraterrestres comme Darkseid, qui désirent conquérir la Terre. Sont cités ici uniquement ses principaux ennemis.

## Liste par ordre alphabétique
- Atlas
- Atomic Skull
- Bizarro
- Brainiac
- Bruno Mannheim
- Cyborg Superman
- Cythonna
- Darkseid
- Desaad
- Doomsday
- Faora-Ul
- Général Zod
- Gog
- Imperiex
- Intergang
- Jax-Ur
- Kalibak
- Lena Luthor
- Lex Luthor
- Livewire
- Lobo
- Mala
- Manchester Black
- Mercy Graves
- Metallo
- Mongul
- Morgan Edge
- Mr Mxyztplk
- Neutron
- Parasite
- Prankster
- Preus
- Riot
- Savior
- Silver Banshee
- Steppenwolf
- Toyman
- Ultraman
- Ultra-Humanite : savant fou apparu dans Action Comics #13 en 1939. Il est le véritable premier ennemi de Superman[1].